# Burg Buer
Die Burg Buer ist eine abgegangene mittelalterliche Wasserburg südöstlich des Ortskerns von Gelsenkirchen-Buer in Nordrhein-Westfalen.

## Lage
Die Niederungsburg lag dort, wo heute die Nienhofstraße die De La Chevallerie-Straße kreuzt. Gemäß der ersten preußischen Vermessung von August 1822 soll an dieser Stelle noch ein wasserumgebenes Areal existiert haben.

## Geschichte
Man weiß heute nur noch sehr wenig über die Burg, die, wie Urkunden belegen, bereits Mitte des 15. Jahrhunderts untergegangen war. Offensichtlich war sie namensgebend für die Herren von Buer. Diese waren Ministeriale des Klosters Werden und hatten Buer als Lehen empfangen.
Da die Familie von Buer den Namen de Bure ab spätestens 1292 führte, ist anzunehmen, dass die Burg zu diesem Zeitpunkt bereits existierte. Die Familie saß bis ca. 1400 auf der Burg. Dann verlor sie das Lehen Buer. Etwa zeitgleich ging auch die Burg Buer unter, denn 1444 sprach man nur noch vom ehemaligen Burghaus Buer.
Vermutet wird, dass die Herren von Buer 1397 auf Seiten der Verlierer der Schlacht von Kleverhamm standen, das heißt auf bergischer Seite. Jedenfalls waren die Mitglieder derjenigen Linie der Herren von Buer, die die Werdener Drosten stellten, nachweislich bergische Vasallen. Unter den Gewinnern der Schlacht dagegen war der Graf von der Mark, der gleichzeitig Edelvogt des Klosters Werden war. Dieser könnte nach gewonnener Schlacht darauf gedrungen haben, den Herren von Buer das Lehen Buer zu entziehen und die Burg Buer schleifen zu lassen.